# شهدخوار گونه‌گون
شهدخوار گونه‌گون یا شهدخوار شکم‌زرد (نام علمی: Cinnyris venustus) (قبلا Nectarinia venusta)، یک پرنده از شهدخواران است. شهدخوارها گروهی از پرندگان گنجشک‌سان جهان قدیم هستند که عمدتاً از شهد تغذیه می‌کنند، اگرچه آنها حشرات را نیز می‌خورند، به‌ویژه زمانی که به جوجه‌ها غذا می‌دهند. پرواز سریع و مستقیم روی بال‌های کوتاه آنها انجام می‌شود. بیشتر گونه‌ها می‌توانند با درجا بال‌زنی مانند یک مگس‌مرغ از شهد تغذیه کنند، اما معمولاً برای تغذیه در بیشتر زمان‌ها در حالت نشسته هستند.

## نگارخانه

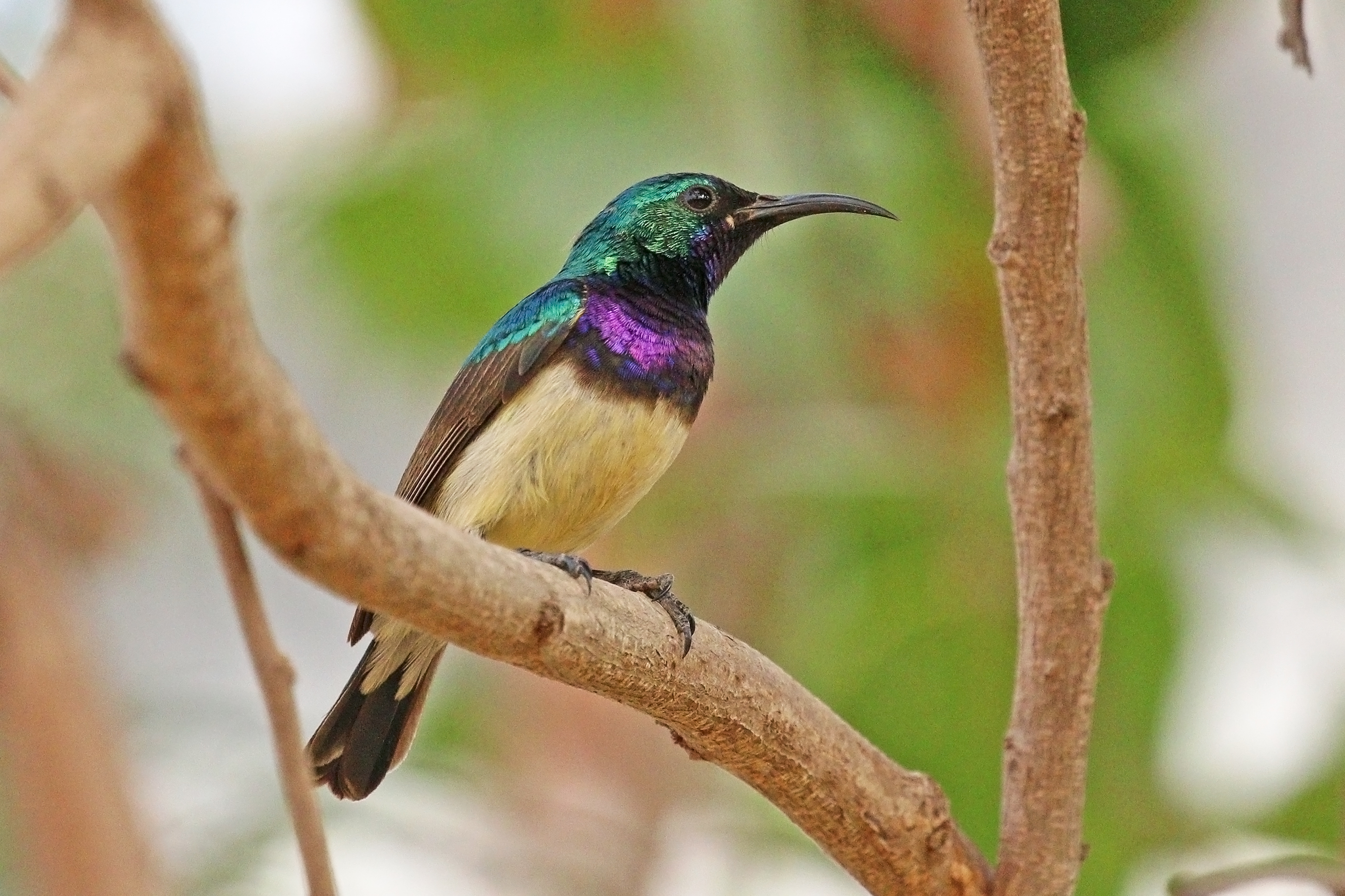
نر C. v. venustus ، گامبیا
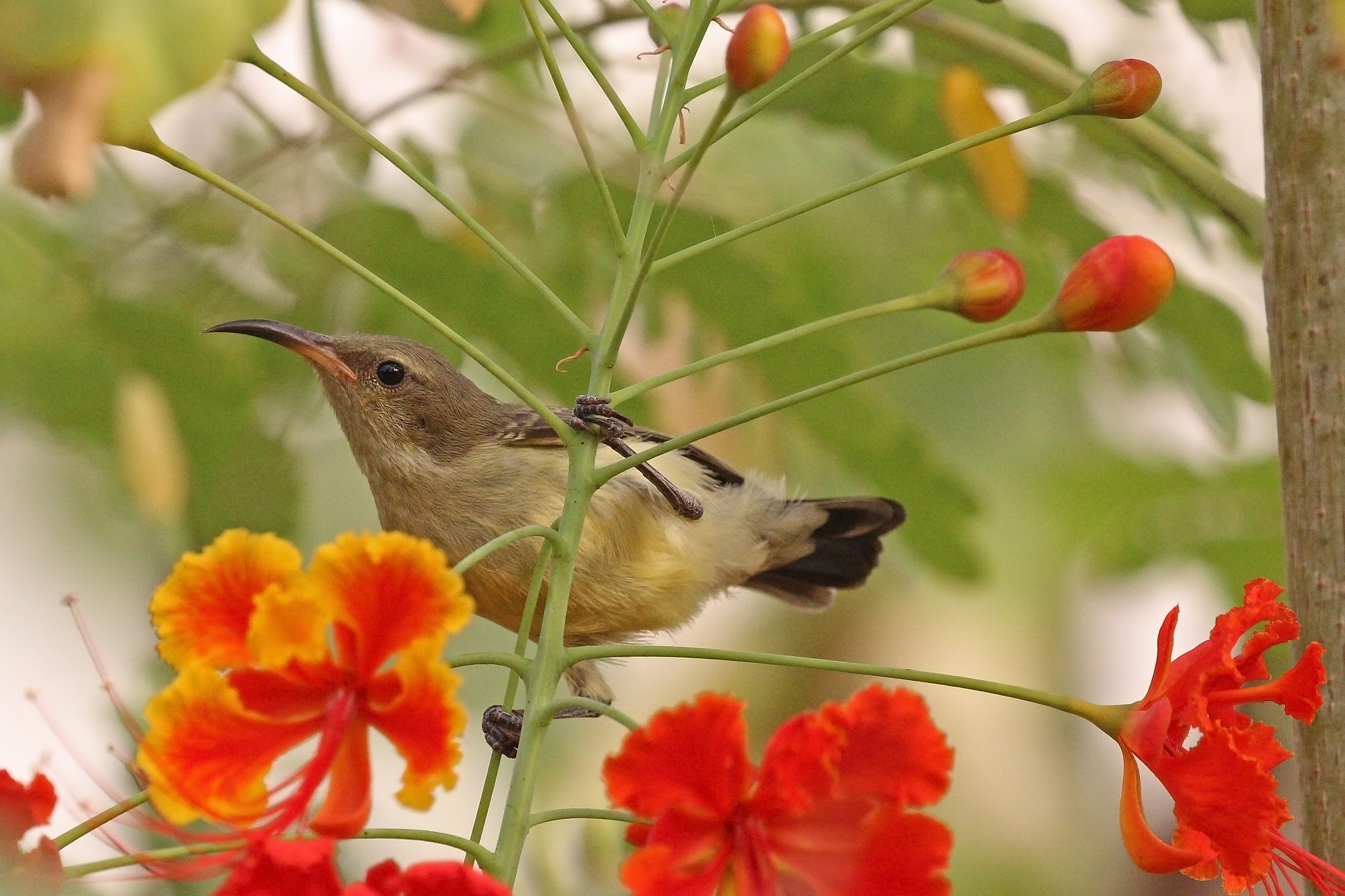
ماده C. v. Venustus ، گامبیا
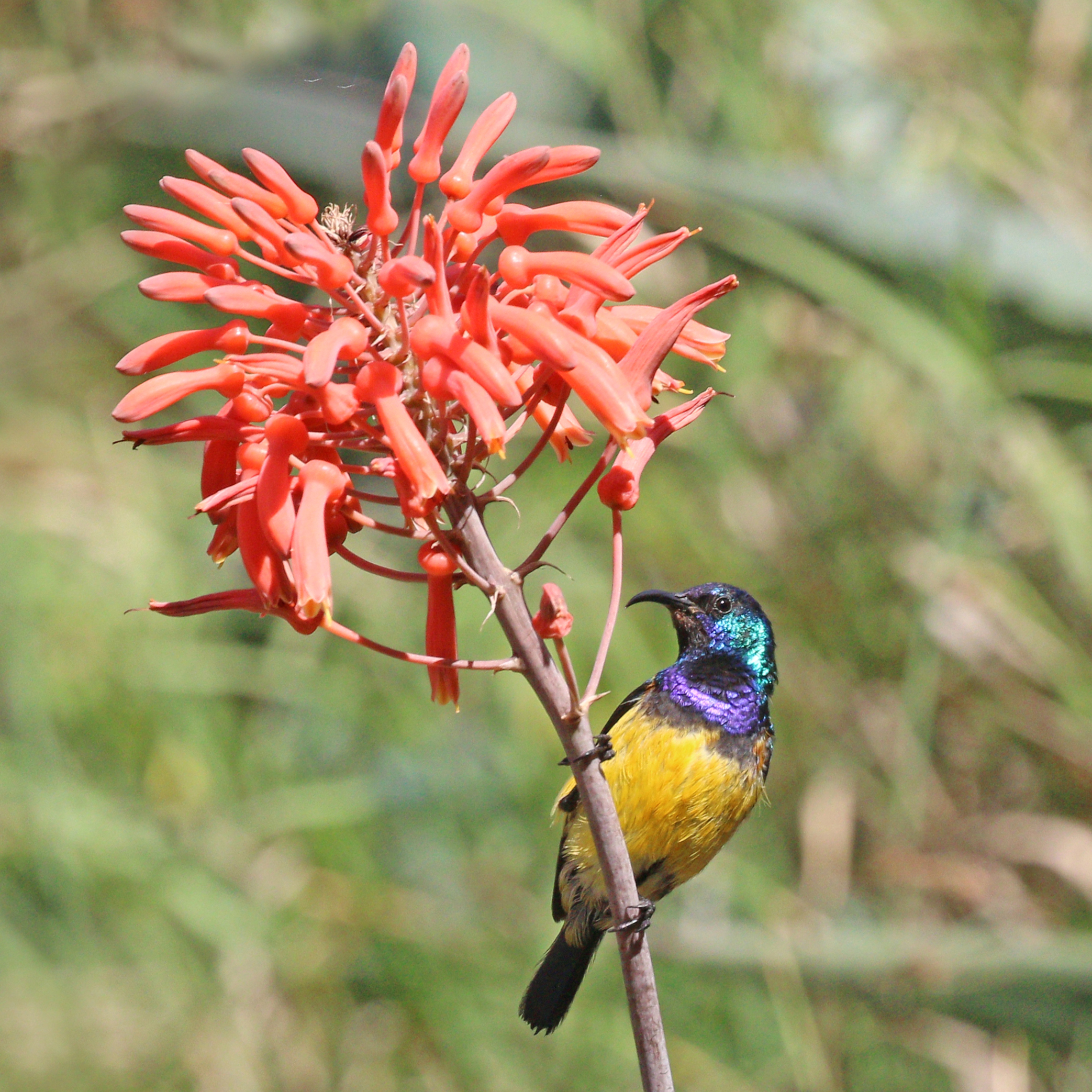
نر C. v. falkensteini ، کنیا
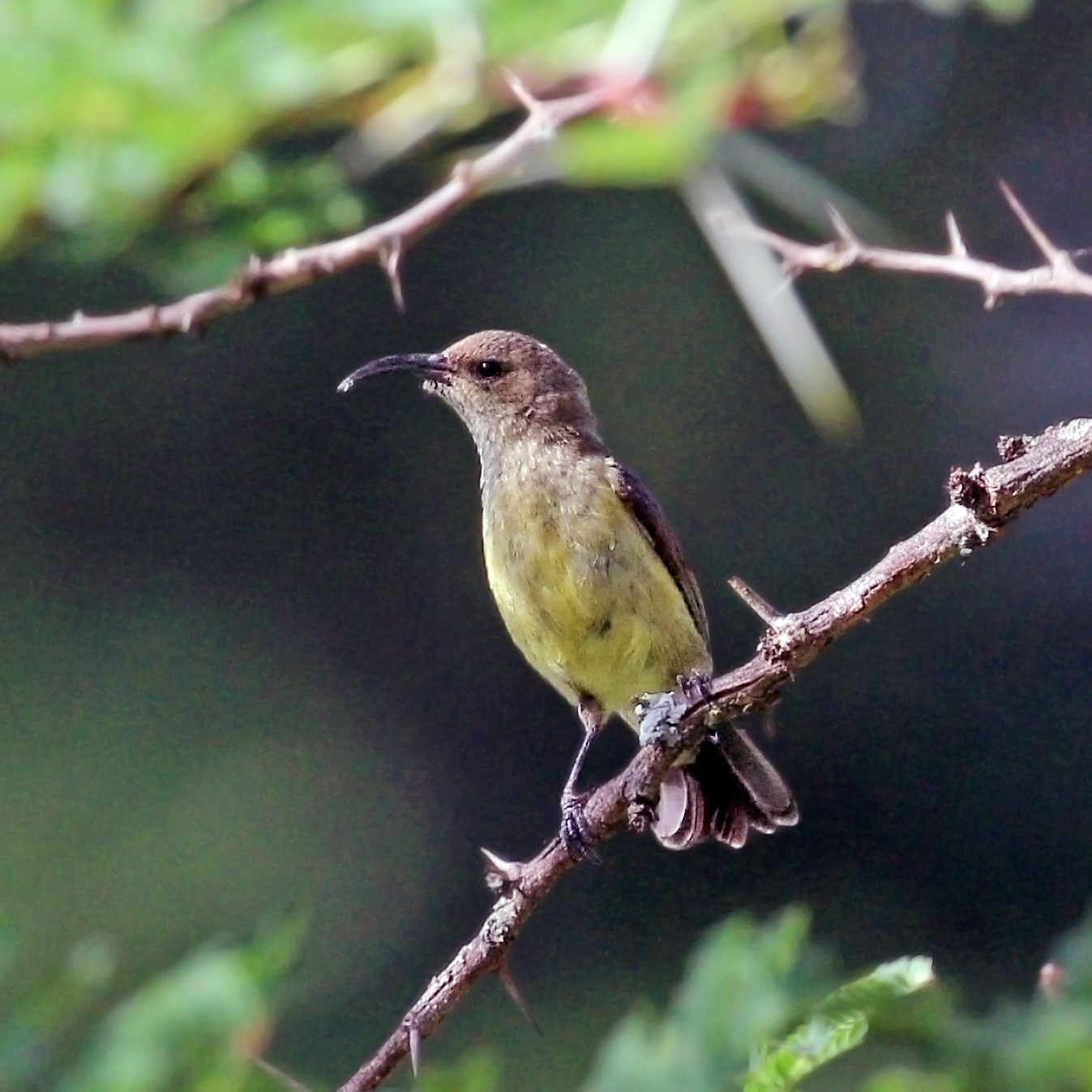
ماده C. v. falkensteini ، کنیا